# Kengyilia
Kengyilia is een geslacht uit de grassenfamilie (Poaceae). De soorten van dit geslacht komen vooral voor in de Gobiwoestijn (China).

## Soorten
Van het geslacht zijn de volgende soorten bekend: 
- Kengyilia gobicola
- Kengyilia mutica